# Malartic (Québec)
Pour les articles homonymes, voir Malartic.
Malartic est une ville du Québec située dans la municipalité régionale de comté (MRC) de La Vallée-de-l'Or dans la région administrative de l'Abitibi-Témiscamingue.

## Histoire
À l'instar de plusieurs villages de l'Abitibi-Témiscamingue, on a voulu rendre hommage à un militaire, Anne-Joseph-Hippolyte de Maurès de Malartic (1730-1800), officier du régiment de Béarn qui a pris une part active à la bataille des plaines d'Abraham en 1759. Ce compagnon d'armes de Montcalm a laissé un mémoire intitulé Journal des campagnes au Canada de 1755 à 1760. Blessé à la poitrine lors de la bataille de Sainte-Foy en 1760, il quitta le Canada en septembre de la même année.
Jacques Miquelon, le député unioniste d'Abitibi-Est de 1948 à 1960, a vécu une vingtaine d'années à Malartic.
- 1916 : proclamation du canton de Fournière.
- 28 avril 1939 : le canton de Malartic devient la ville de Malartic. M. William B. Hetherington est élu maire.
- 1947 : incendie meurtrier dans la mine East-Malartic[3],[4].
- 1998: Création du Festival Western de Malartic
- 2006 : la compagnie minière Osisko Exploration lance un projet de mine à ciel ouvert à Malartic. Osisko doit déménager plusieurs maisons vers un nouveau quartier avant de pouvoir commencer la construction. Le déménagement a débuté en 2008 et devrait être complété en 2009. La minière Osisko prévoit de commencer ses activités en 2011.
- 2008 : André Vezeau devient maire de Malartic par acclamation.
- 2009 : la Corporation minière Osisko obtient l'accord de Québec d'exploiter une mine à ciel ouvert, Canadian Malartic, sur le territoire de la Ville. Avant cet accord, la minière avait commencé à déménager plus de 100 maisons du quartier sud, car le gisement se trouve juste en dessous de la ville. C'est la première mine d'or à ciel ouvert d'une telle envergure au Canada, nécessitant la relocalisation et l'expropriation de la population urbaine. Cette mine a employé 800 travailleurs durant sa phase de construction en 2009-2010.
- 2009 : André Vezeau est réélu maire de Malartic par acclamation. Début du programme de relocalisation du quartier sud.
- 2011: Début de la production de la nouvelle mine.
- 2013: Martin Ferron est élu maire de Malartic et réélu en 2017.
- 2014: La Corporation minière Osisko fait l'objet d'une tentative d'acquisition hostile par Goldcorp. Les compagnies Agnico-Eagle et Yamana Gold achètent alors la Corporation minière Osisko pour 3,9 milliards de dollars.
- 2011 : En 2011, Simon Plouffe a créé un documentaire sur la ville de Malartic, qui se nomme L'Or des autres. ce documentaire montre les réactions des habitants face a l'agrandissement de la mine canadian Malartic.

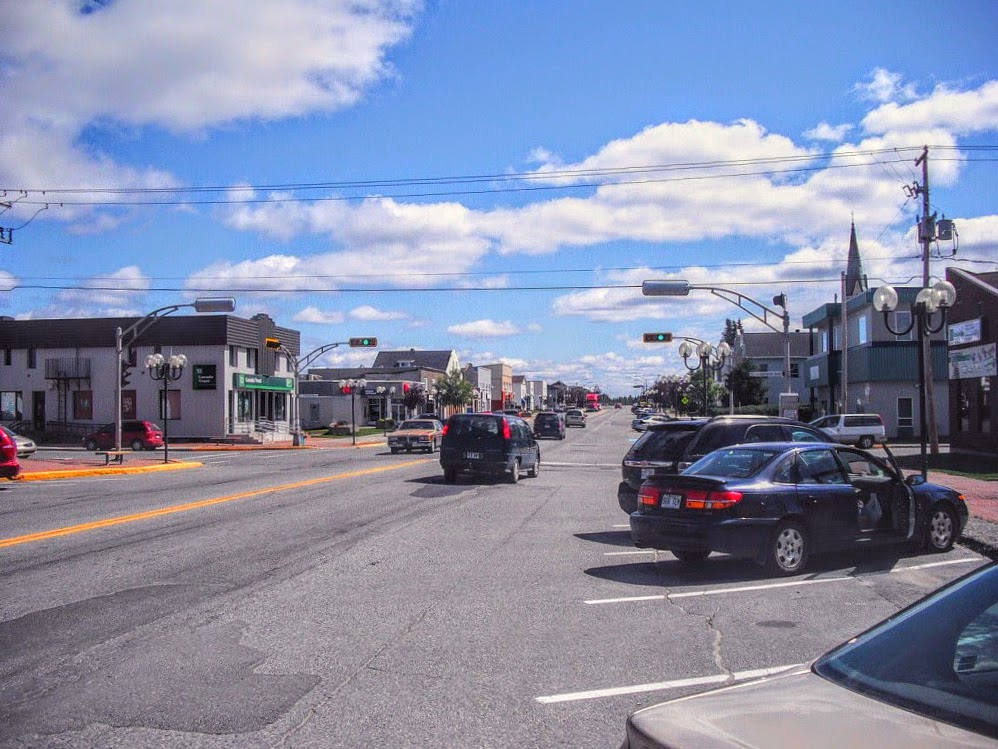
Vue sur le centre-ville de Malartic, rue Royale.

## Géographie
La ville de Malartic se situe à 70 km à l'est de Rouyn-Noranda dans le nord-ouest québécois. Son territoire, qui forme un quadrilatère irrégulier, s'insère entre le lac Malartic au nord, la ville de Val-d'Or à l'est et la municipalité de Rivière-Héva à l'ouest et au sud. Sur la rive opposée du lac Malartic au nord se trouve la MRC voisine d'Abitibi.
La superficie totale est de 158,54 km2, dont 146,15 km2 terrestres. Les principales mines qui ont produit à Malartic sont : Canadian Malartic Mines, East-Malartic Gold Mines, Malartic GoldFields Mines ainsi que la Barnat-Sladen Mines. Un total de plus de 8 millions d'onces d'or furent extraites des sols de Malartic.

## Démographie
Les habitants de Malartic sont les Malarticois.
| 1991  | 1996  | 2001  | 2006  | 2011  | 2016  | 2021  |
| ----- | ----- | ----- | ----- | ----- | ----- | ----- |
| 4 326 | 4 154 | 3 704 | 3 640 | 3 449 | 3 377 | 3 355 |

## Administration
Les élections municipales se font en bloc et suivant un découpage de six districts.
| Malartic Maires depuis 2003                                                                                          |                    |         |          |
| Élection | Maire              | Qualité | Résultat |
| 2003 | Fernand Carpentier |         | Voir     |
| 2005 | Fernand Carpentier | Voir    |          |
| 2008 | André Vezeau       |         | Voir     |
| 2009 | André Vezeau       | Voir    |          |
| 2013 | Martin Ferron      |         | Voir     |
| 2017 | Martin Ferron      | Voir    |          |
| 2021 | Martin Ferron      | Voir    |          |
| Élection partielle en italique Depuis 2005, les élections sont simultanées dans toutes les municipalités québécoises |                    |         |          |

## Économie
La mine Canadian Malartic d'Osisko, corporation minière Osisko ou la plus grande mine à ciel ouvert d'or au Canada.

## Personnalités associées
- Michel Brière (1949-1971), joueur de hockey
- Marcel "Jim" Lafrenière (1939 - ), député d'Ungava

## Films documentaires
- 2011: La Règle d'Or, film documentaire réalisé par Nicolas Paquet
- 2011: Trou story, film documentaire de Richard Desjardins
- 2012: L'Or des autres, film documentaire réalisé par Simon Plouffe
- 2024: Malartic, film documentaire réalisé par Nicolas Paquet